# Кібернетичні сили

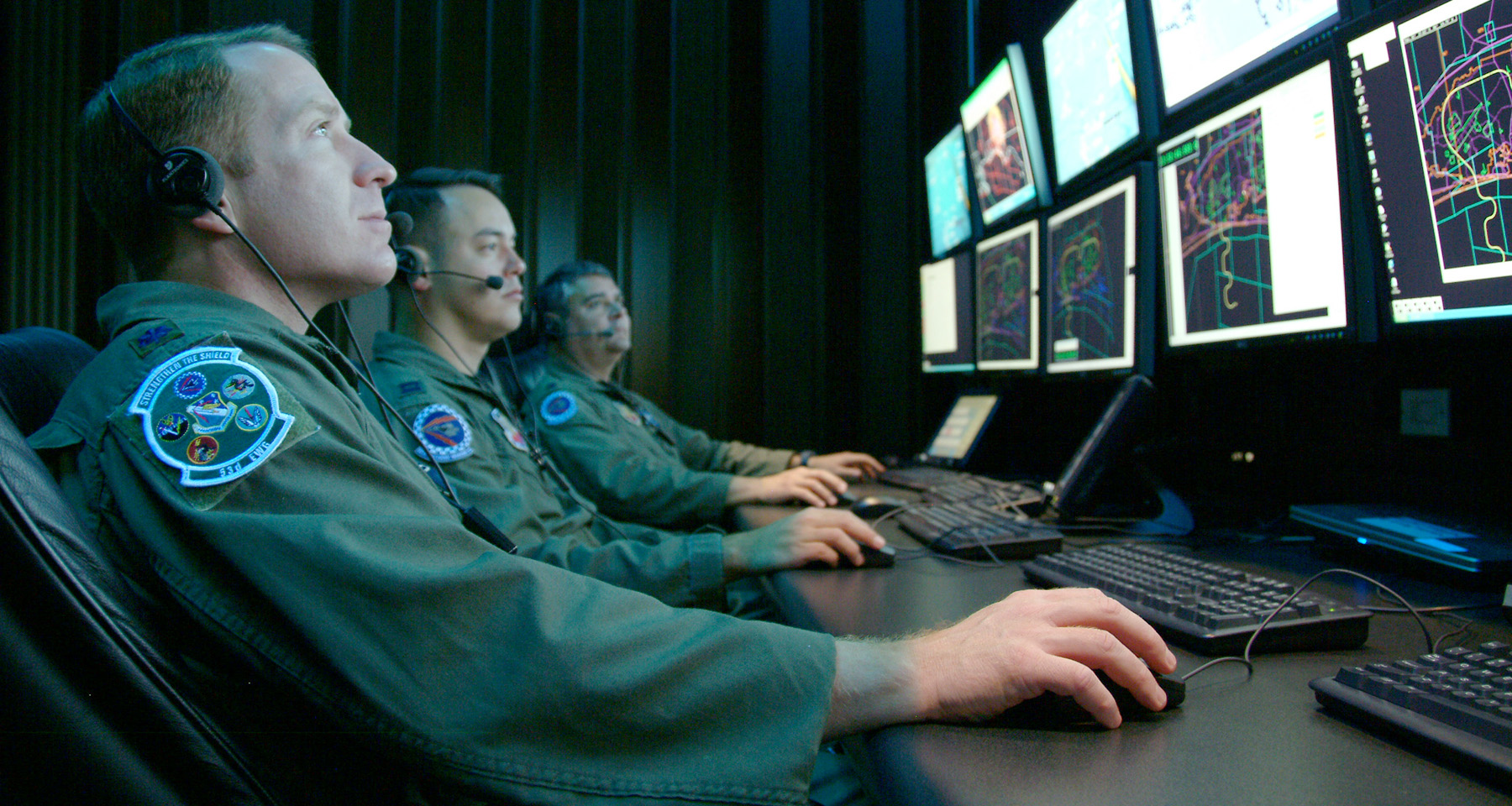
Команда «кібервоїнів» ВПС (U.S. Air Force) США

Кібернетичні сили — рід військ в збройних силах окремих країн, на який покладено ведення кібервійни, забезпечення кібербезпеки країни і протидія кібернетичним силам противника.
Кібернетичні сили присутні в збройних силах Норвегії, США тощо, в тому числі:
- Кіберкомандування США